# Ed Chynoweth
Ed Chynoweth (né le 14 décembre 1941 et mort le 22 avril 2008) est une personnalité importante du Hockey sur glace canadien.

## Biographie
Il fut le premier président de la Ligue canadienne de hockey, de 1975 à 1996, et fut aussi le président de la Ligue de hockey de l'Ouest de 1972 à 1997. Plus récemment, il agissait à titre de président et gouverneur du Ice de Kootenay et président-directeur général de la LHOu et directeur de la Ligue canadienne de hockey.
Il fut intronisé au Temple de la Renommée de l’Alberta en 2000. Par ailleurs, il siégeait sur le comité de sélection du Temple de la renommée du hockey
Il fut diagnostiqué comme souffrant d’un cancer du rein en 2006.
Ed Chynoweth meurt le 22 avril 2008 à l'âge de 66 ans.
En novembre de cette même année, Chynoweth se voit à titre posthume, être intronisé au Temple de la Renommée du hockey.